# Christopher Hull
Christopher Michael Hull, genannt Chris Hull, ist ein britischer theoretischer Physiker, der sich mit Stringtheorie, Supergravitation und verwandten Konzepten wie M-Theorie befasst. Er ist Professor für Theoretische Physik am Imperial College London.

## Leben
In den 1990er Jahren war er am Queen Mary and Westfield College der Universität London.
Seine Arbeiten mit Paul Townsend über Superstring-Dualitäten 1994 (in denen sie die Äquivalenz von zuvor als getrennt betrachteten Superstring-Theorien in bestimmten Spezialfällen zeigten) waren einer der Auslöser der sogenannten Zweiten Superstring-Revolution.
In der Laudatio für die Aufnahme in die Royal Society wurden auch seine Arbeiten mit Michael R. Douglas Ende der 1990er Jahre über nonkommutative Geometrie in der M-Theorie und seine Untersuchungen über die UV-Divergenzen supersymmetrischer nichtlinearer Sigma-Modelle hervorgehoben sowie seine Klassifikation der supersymmetrischen Vakua der 11-dimensionalen Supergravitation, wo er eine besondere Rolle der Holonomiegruppe SL(32, R) fand.
Hull ist Fellow des Institute of Physics und der Royal Society (2012), deren Wolfson Research Merit Award er 2002 erhielt. 2003 erhielt er die Dirac-Medaille (IOP). 1987 erhielt er eine Advanced Research Fellowship des SERC und 1996 eine Senior Research Fellowship von dessen Nachfolgeorganisation.